# Збегньов
Збегньов (словац. Zbehňov) — село в окрузі Требішов Кошицького краю Словаччини. Площа села 5,03 км². Станом на 31 грудня 2016 року в селі проживало 353 жителі.

## Географія
Розташоване біля масиву Солоні гори. Протікає річка Трнава.

## Історія
Перші згадки про село датуються 1240 роком.

## Населення
| Рік:            | 1994. | 2004.   | 2014.    | 2024.   |
| --------------- | ----- | ------- | -------- | ------- |
| Кількість осіб: | 264   | 290     | 358      | 376     |
| Різниця:        |       | +9,84 % | +23,44 % | +5,02 % |

| Рік:            | 2023. | 2024.   |
| --------------- | ----- | ------- |
| Кількість осіб: | 378   | 376     |
| Різниця:        |       | -0,52 % |